# Razaki Babatundé Olofindji
Razaki Babatundé Olofindji (gest. 25. August 2024) war ein beninischer Geschäftsmann. Er war der Eigentümer der Unternehmen Imprimerie Tundé und Tundé Motors in Benin.

## Leben

### Jugend und Ausbildung
Er stammt ursprünglich aus Idigny in Kétou im Plateau in Benin und erhielt 1985 sein Abitur. Anschließend absolvierte er 1987 in Cotonou eine Ausbildung im Maschinenschreiben (dactylographie) und Kopieren.

### Karriere
Babatundé Olofindji investierte in verschiedene Unternehmen. 1995 gründete er mit Unterstützung eines belgischen Spenders die Druckerei Tundé, die als eine der ersten südlich der Sahara Stimmzettel herstellte Anschließend stieg er in die Automobil- und Transportbranche ein. Mit seiner zweiten Firma Tundé Motors verkaufte er deutsche Fahrzeuge. Er starb am 25. August 2024 im Alter von 68 Jahren an den Folgen einer Krankheit und wurde am nächsten Tag in Idigny in seinem Heimatdorf Kétou beigesetzt.